# Friendly Fire (Oper)
Friendly Fire ist eine Oper von Klaus Arp (Musik) und Andreas Bisowski (Libretto). Die Uraufführung fand 2004 an der Neuköllner Oper in Berlin unter der Regie von Robert Lehmeier statt. Die musikalische Leitung hatte Hans-Peter Kirchberg, das Bühnenbild stammte von Tom Musch.

## Handlung
Ein junger amerikanischer GI kehrt nach einem „Wüsteneinsatz“ zurück zu seiner Familie, die ihn als Helden verehren möchte, um so dem entbehrungsreichen Kriegseinsatz eine Legitimation zu geben. Doch der Sohn (Tommy) kommt als offensichtlich schwer gezeichneter Soldat aus dem Krieg zurück in die heimische Idylle. Er spricht das aus, was er im Krieg gesehen hat: Folter, sinnlose Tötungen, Sadismus. Die Familie zerbricht an den schonungslosen Berichten, die sie nicht hören will, und beschließt, das „Problem Tommy“ zu entsorgen, indem der Vater Tommy „erlöst“, also tötet, um den häuslichen Frieden wiederherzustellen.